# Nikiasz (orvos)
Nikiasz (Kr. e. 3. század) orvos, epigrammaköltő
Életéről mindössze annyit tudunk, hogy orvos és epigrammaköltő volt. Milétoszban élt, és közeli barátságban állt Theokritosszal. Művei elvesztek.